# 우한 지하철
우한 지하철(중국어 간체자: 武汉地铁, 정체자: 武汉地鐵, 병음: Wuhan  Dìtiě)은 중화인민공화국 우한시에서 운영하는 도시 철도이다. 우한 지하철도 총공사가 운영하고 있다. 1호선이 2004년 7월 28일에 개통되었고, 8년만인 2012년 12월 28일에 2호선이 개통되었다. 그리고 2013년 12월 28일에 3번째로 4호선이 개통되었고 그로 2년뒤인 2015년 12월 28일에 3호선이 개통되었다. 그렇게 해서 1호선부터 4호선까지 노선이 4개로되었으며, 6호선이 5번째로 2016년 12월 28일에 개통 8호선이 6번째로 2017년 12월 26일에 개통 그리고 양뤄선과 동시에 개통. 그리고 7호선과
11호선이 2018년 10월 1일에 동시에 개통 되어서 현재 9개노선이 운영중이며, 구간 확장 공사가 진행 중이다. 2020년까지 총 11개 노선, 주행 거리 약 500km의 지하철 노선의 건설이 계획되어 있고, 리니어 지하철의 조달도 예정되어 있다.

## 노선

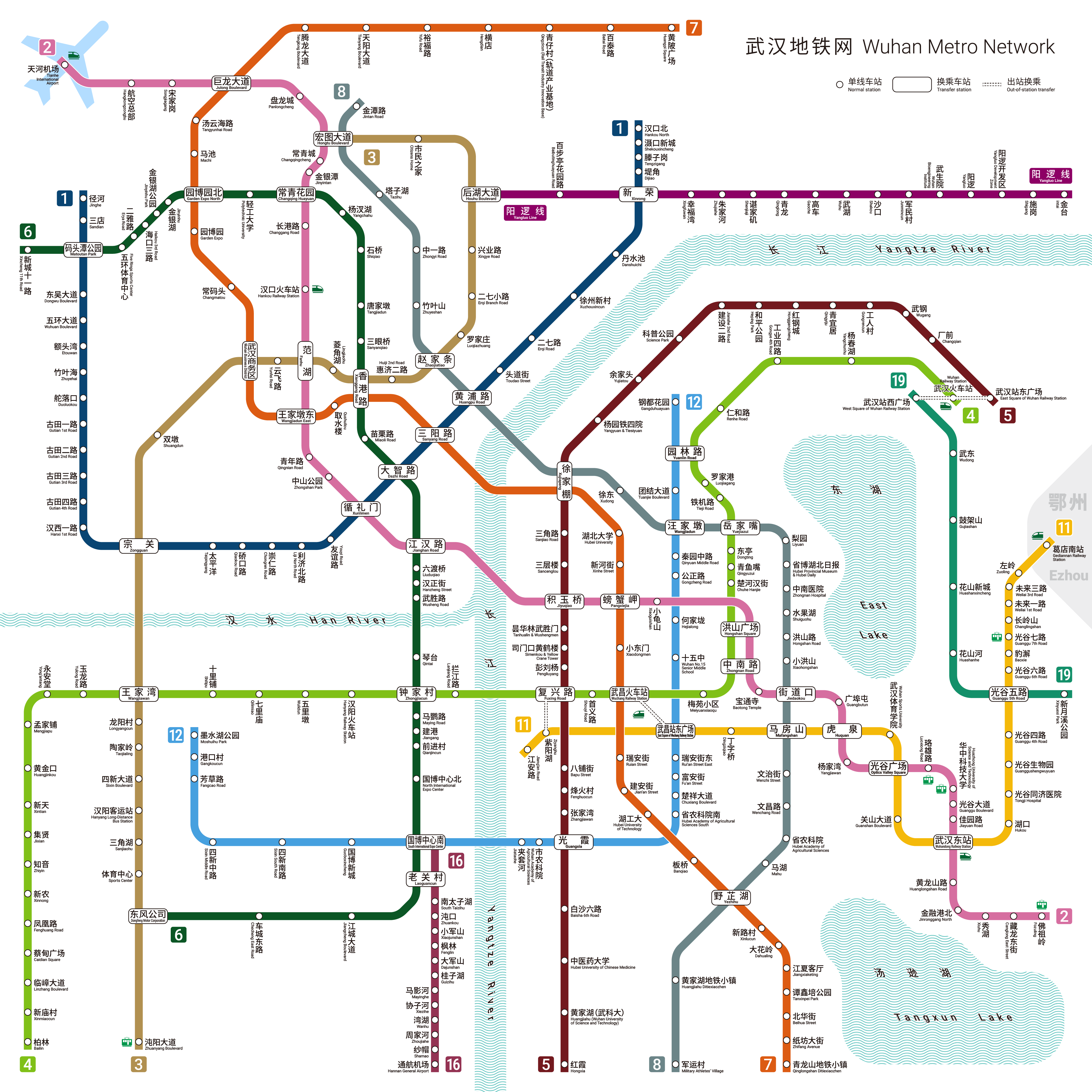
武汉地铁运营中的线路

- ● 우한 지하철 1호선 (38.9km)
- ● 우한 지하철 2호선 (60.3km)
- ● 우한 지하철 3호선 (29.7km)
- ● 우한 지하철 4호선 (49.7km)
- ● 우한 지하철 5호선 (37.2km)
- ● 우한 지하철 6호선 (42.5km)
- ● 우한 지하철 7호선 (83.0km)
- ● 우한 지하철 8호선 (38.2km)
- ● 우한 지하철 11호선 (22.5km)
- ● 우한 지하철 16호선 (36.5km)
- ● 우한 지하철 19호선 (22.7km)
- ● 우한 지하철 양뤄선 (35.0km)

## 역사
- 2016년 12월 28일 - 2호선 2단계 구간 개통(톈허국제공항 역 ~ 진인톈 역),6호선 1단계 구간 개통(진인후공원 역~동팽모터컵 역)
- 2015년 12월 28일 - 3호선 개통(홍투따다오 역 ~ 주안따다오 역)
- 2014년 12월 28일 - 1호선 3단계 구간 개통(디자오 역 ~ 한커우북 역),4호선 2단계 구간 개통(우창 역~황진커우 역)
- 2013년 12월 28일 - 4호선 1단계구간 개통 (우한 역 ~ 우창 역)
- 2012년 12월 28일 - 2호선 1단계구간 개통(진인톈 역 ~ 오피틱스리광장 역)
- 2010년 7월 29일 - 1호선 2단계구간 개통(동후대학 역 ~ 준고유안 역),(허안강푸루 역 ~디자오 역)
- 2004년 7월 28일 - 1호선 1단계구간 개통(준공유안 역 - 허안강푸루 역)

## 승차
자동판매기에 동전 모양의 IC 승차권 (토큰)을 구입하여 자동 개찰기에서 입장한다. 승차권은 하차시 회수되어 다시 사용된다. 요금은 2위안에서 19위안으로 km 당 구간제 운임계산을 적용한다. 1회권 외에, 반복 충전하여 사용하는 선불 카드도 있다.

## 같이 보기
- 지하철 목록